# World Surf League
Die World Surf League (WSL) ist seit 2015 eine Vereinigung von professionellen Surfern und Ausrichter der Weltmeisterschaften im Wellenreiten. Die WSL wurde 1983 als Association of Surfing Professionals (ASP) gegründet.

## Geschichte
Die International Surfing Federation (ISF) veranstaltete von 1964 bis 1972 alle zwei Jahre die Weltmeisterschaften im Wellenreiten als Einzelveranstaltung. Jeder konnte sich dafür anmelden. Zwischen 1973 und 1975 konnte die ISF keine Sponsoren finden. In der Folge fanden keine ISF-Meisterschaften statt.
1976 gründeten Fred Hemmings und Randy Rarick die „International Professional Surfers“ (IPS) mit dem Ziel, eine Serie von 12 Surfevents zu einer Weltmeisterschaft im Surfen zusammenzufassen.
1982 gründete der ehemalige Surf-Profi Ian Cairns die „Association of Surfing Professionals“ als direkten Konkurrenten zur IPS. Mit Unterstützung des Bekleidungsherstellers Ocean Pacific gelang es schnell, viele Surfer zur Teilnahme an den Wettkämpfen der ASP zu bewegen. Gleichzeitig setzte die ASP die IPS unter Druck, indem es allen Surfern unter Androhung von Ausschluss verbot an IPS Turnieren teilzunehmen.
Nach dem 1986 es zu Streitigkeiten beim Ocean Pacific Pro Huntington Beach kommt, nimmt Ian Cairns seinen Hut und Graham Cassidy wird Direktor der ASP. Im selben Jahr wird das Pipe Masters erstmals von der ASP ausgetragen, was gleichzeitig das Ende der IPS bedeutet. Zwei Jahre später wird das Masters zum Finale der ASP World Tour, was es mit Ausnahme einer kurzen Unterbrechung auch bis heute bleibt. Inzwischen ist die Tour auf mehr als 20 Stopps angewachsen.
1992 wird das heute 2-stufige System der World Championship Tour (WCT) / World Qualifying Series (WQS) eingeführt, die Trials für die einzelnen Events werden abgeschafft. Ein wichtiger Bestandteil der WQS ist die Amerikanische Bud Pro Tour, die inzwischen von Ian Cairns geleitet wird und viel Medienaufmerksamkeit erhält.
1994 wird erstmals beim Vans Triple Crown of Surfing der aktuelle Punktestand per Internet übertragen, 1995 folgt der erste Live-Audiostream aus Portugal, ein Jahr später wird auch das Video live mit übertragen.

## World Tour
Unter dem Titel Championship Tour werden die Meisterschaften im Wellenreiten zusammengefasst. Sie sind in Damen- und Herrenwettbewerbe unterteilt und bestehen jeweils aus 5 Serien: Championship Tour, Qualifying Series, Big Wave, Longboard Tour und Junior Tour.
Außerdem werden „Special Events“, wie das „Vans Triple Crown of Surfing“ oder das „Eddie Aikau“ angeboten.
Am 5. September 2018 kündigte die WSL gleiches Preisgeld für alle Damen- und Herren-Wettbewerbe ab 2019 an.

### Wertungssystem
Jeder Wettkampf wird im einfachen K.-O.-System ohne Hoffnungslauf durchgeführt, mit der Ergänzung, dass die erste Runde mit 3 Surfern stattfindet, wobei der Gewinner und Zweitplatzierte direkt in Runde 3 vorstoßen und alle Drittplatzierten in Runde 2 kommen. Ab der dritten Runde stehen sich dann zwei Surfer im direkten Duell gegenüber und nur der Gewinner des Heats arbeitet sich in die nächste Runde vor. Die Länge der Heats hängt von den Surfbedingungen und vom spezifischen Austragungsort ab und variiert zwischen 25 und 40 Minuten. In dieser Zeit dürfen die Surfer bis zu 15 Wellen nehmen. Jede Welle wird von den 5 Punktrichtern mit 0,2 bis 10 Punkten gewertet, dabei sollen Schwierigkeitsgrad, eine große Vielfalt, sowie innovative und besondere Manöver belohnt werden. Auch die Geschwindigkeit, Kraft und Flow und das flüssige Verknüpfen von Manövern werden positiv gewertet. Von den 5 Wertungen werden die beste und die schlechteste je Welle gestrichen und aus den 3 verbleibenden Wertungen der Durchschnitt gebildet. Für jeden Lauf zählen dann die beiden bestbewerteten Wellen.
| Platz    | Punkte (Männer) | Punkte (Frauen) |
| -------- | --------------- | --------------- |
| 1        | 10.000          | 10.000          |
| 2        | 7.800           | 7.800           |
| 3        | 6.085           | 6.085           |
| 5        | 4.745           | 4.745           |
| 9        | 3.320           | 2.610           |
| 17       | 1.330           | 1.045           |
| 33       | 265             | –               |
| Verletzt | 265             | 1.045           |

### Weltmeister
| Saison            | Männer                               | Frauen                               |                                      |
| IPS Tour          | IPS Tour                             | IPS Tour                             |                                      |
| ----------------- | ------------------------------------ | ------------------------------------ | ------------------------------------ |
| 1976              | Peter Townend                        | –                                    |                                      |
| 1977              | Shaun Tomson                         | Margo Oberg                          |                                      |
| 1978              | Wayne Bartholomew                    | Lynn Boyer                           |                                      |
| 1979              | Mark Richards                        | Lynn Boyer                           |                                      |
| 1980              | Mark Richards                        | Margo Oberg                          |                                      |
| 1981              | Mark Richards                        | Margo Oberg                          |                                      |
| 1982              | Mark Richards                        | Debbie Beacham                       |                                      |
| ASP Tour          |                                      |                                      |                                      |
| 1983              | Tom Carroll                          | Kim Mearig                           |                                      |
| 1984              | Tom Carroll                          | Frieda Zamba                         |                                      |
| 1985              | Tom Curren                           | Frieda Zamba                         |                                      |
| 1986              | Tom Curren                           | Frieda Zamba                         |                                      |
| 1987              | Damien Hardman                       | Wendy Botha                          |                                      |
| 1988              | Barton Lynch                         | Frieda Zamba                         |                                      |
| 1989              | Martin Potter                        | Wendy Botha                          |                                      |
| 1990              | Tom Curren                           | Pam Burridge                         |                                      |
| 1991              | Damien Hardman                       | Wendy Botha                          |                                      |
| 1992              | Kelly Slater                         | Wendy Botha                          |                                      |
| 1993              | Derek Ho                             | Pauline Menczer                      |                                      |
| 1994              | Kelly Slater                         | Lisa Andersen                        |                                      |
| 1995              | Kelly Slater                         | Lisa Andersen                        |                                      |
| 1996              | Kelly Slater                         | Lisa Andersen                        |                                      |
| 1997              | Kelly Slater                         | Lisa Andersen                        |                                      |
| 1998              | Kelly Slater                         | Layne Beachley                       |                                      |
| 1999              | Mark Occhilupo                       | Layne Beachley                       |                                      |
| 2000              | Sunny Garcia                         | Layne Beachley                       |                                      |
| 2001              | C.J Hobgood                          | Layne Beachley                       |                                      |
| 2002              | Andy Irons                           | Layne Beachley                       |                                      |
| 2003              | Andy Irons                           | Layne Beachley                       |                                      |
| 2004              | Andy Irons                           | Sofía Mulanovich                     |                                      |
| 2005              | Kelly Slater                         | Chelsea Georgeson                    |                                      |
| 2006              | Kelly Slater                         | Layne Beachley                       |                                      |
| 2007              | Mick Fanning                         | Stephanie Gilmore                    |                                      |
| 2008              | Kelly Slater                         | Stephanie Gilmore                    |                                      |
| 2009              | Mick Fanning                         | Stephanie Gilmore                    |                                      |
| 2010              | Kelly Slater                         | Stephanie Gilmore                    |                                      |
| 2011              | Kelly Slater                         | Carissa Moore                        |                                      |
| 2012              | Joel Parkinson                       | Stephanie Gilmore                    |                                      |
| 2013              | Mick Fanning                         | Carissa Moore                        |                                      |
| 2014              | Gabriel Medina                       | Stephanie Gilmore                    |                                      |
| World Surf League |                                      |                                      |                                      |
| 2015              | Adriano de Souza                     | Carissa Moore                        |                                      |
| 2016              | John John Florence                   | Tyler Wright                         |                                      |
| 2017              | John John Florence                   | Tyler Wright                         |                                      |
| 2018              | Gabriel Medina                       | Stephanie Gilmore                    |                                      |
| 2019              | Italo Ferreira                       | Carissa Moore                        |                                      |
| 2020              | Abgesagt wegen der COVID-19-Pandemie | Abgesagt wegen der COVID-19-Pandemie | Abgesagt wegen der COVID-19-Pandemie |
| 2021              | Gabriel Medina                       | Carissa Moore                        |                                      |
| 2022              | Filipe Toledo                        | Stephanie Gilmore                    |                                      |
| 2023              | Filipe Toledo                        | Caroline Marks                       |                                      |

## World Qualifying Series (WQS)
Eine WSL QS 10.000-Veranstaltung findet an erstklassigen Orten mit eingeschränktem Teilnehmerfeld statt und bietet für die WSL QS 10.000-Weltranglistenpunkte.
Eine Veranstaltung der WSL QS 1000, 1500, 3000 ist ein niedrigeres Wettbewerbsniveau als eine Veranstaltung der WSL QS 5000 und 10.000, deren Wichtigkeit sich aus der Anzahl der vergebenen Punkte ergibt: Mehr Punkte bedeuten im Allgemeinen einen besseren Wettbewerb und ein besseres Preisgeld.
Die Qualifikation für die WSL Championship Tour mit den 34 Surfern besteht aus:
- die besten 22 Surfer aus der Vorsaison des WSL World Title Rankings.
- Die 10 besten Surfer der Vorsaison des WSL World Qualifying Series (QS) -Rankings (diejenigen, die sich noch nicht durch das World Title Ranking qualifiziert haben)
- Und 2 Wildcards. (Vergabe an Athleten, die verletzt waren und sich nicht qualifizieren konnten oder verdiente Athleten, die den Wettbewerb bereichern)